# Selección masculina de rugby 7 de Sudáfrica
La selección masculina de rugby 7 de Sudáfrica también llamada Blitzboks es el equipo nacional de la modalidad de rugby 7 (7 jugadores), a veces se denomina simplemente Springboks al igual que la selección de 15.
Es gestionado por la South African Rugby Union y entre las principales competencias que se presenta está: la Copa Mundial y la Serie Mundial de la World Rugby.
Sudáfrica resultó segunda en la Copa del Mundo de 1997, y quinta en las demás ediciones. El equipo fue campeón de la Serie Mundial en las temporadas de 2008-09, 2016-17, 2017-18 y 2021, y ganó 35 torneos del circuito, lo que lo ubica tercero en el historial. Nunca ganó el Seven de Hong Kong, donde logró subcampeonatos en 1997, 2008 y 2009. En los Juegos Olímpicos de 2016 obtuvo el tercer puesto.

## Uniforme
La camiseta es verde con cuello amarillo y short blanco al igual que en la selección de 15 jugadores. La indumentaria de visita es predominantemente blanca.

## Palmarés
- Juegos Mundiales (1): 2013

- Juegos de la Mancomunidad (2): 2014, 2022

- Torneo Preolímpico (1): 2024

- Africa Cup Sevens (1): 2014

- Serie Mundial (5): 2008-09, 2016-17, 2017-18, 2021, 2024-25
  - Seven de Dubái (11): 2003, 2006, 2008, 2014, 2016, 2017, 2019, 2021-I, 2021-II, 2022, 2023
  - Seven de Estados Unidos (8): 2011, 2013, 2014, 2017, 2020, 2025
  - Seven de Sudáfrica (5): 2008, 2013, 2014, 2015, 2024
  - Seven de Australia (3): 2008, 2009, 2017
  - Seven de Canadá (3): 2019, 2021-I, 2021-II
  - Seven de Francia (3): 2006, 2017, 2018
  - Seven de Nueva Zelanda (2): 2002, 2017
  - Seven de Londres (2): 2005, 2011
  - Seven de Singapur (2): 2004, 2019
  - Seven de Escocia (2): 2011, 2013
  - Seven de Cardiff (1): 2003
  - Seven de Japón (1): 2013
  - Seven de España (2): 2022-I, 2022-II

## Participación en copas
| - Edimburgo 1993: 5º puesto - Hong Kong 1997: 2º puesto - Mar del Plata 2001: 5º puesto - Hong Kong 2005: 5º puesto - Dubái 2009: 5º puesto - Moscú 2013: 5º puesto - San Francisco 2018: 3º puesto - Ciudad del Cabo 2022: 7º puesto - Río 2016: 3º puesto - Tokio 2020: 5º puesto - París 2024: 3º puesto - Kuala Lumpur 1998: Cuartofinalista - Mánchester 2002: 3º puesto - Melbourne 2006: 6º puesto - Delhi 2010: 3º puesto - Glasgow 2014: 1º puesto - Gold Coast 2018: 4º puesto - Birmingham 2022: 1º puesto - Akita 2001: 5º puesto - Duisburgo 2005: 2º puesto - Kaohsiung 2009: 3º puesto - Cali 2013: 1º puesto | - Serie Mundial 99-00: 5º puesto (80 pts) - Serie Mundial 00-01: 5º puesto (82 pts) - Serie Mundial 01-02: 2º puesto (136 pts) - Serie Mundial 02-03: 4º puesto (82 pts) - Serie Mundial 03-04: 5º puesto (74 pts) - Serie Mundial 04-05: 4º puesto (76 pts) - Serie Mundial 05-06: 3º puesto (110 pts) - Serie Mundial 06-07: 4º puesto (92 pts) - Serie Mundial 07-08: 2º puesto (106 pts) - Serie Mundial 08-09: 1º puesto (132 pts) - Serie Mundial 09-10: 6º puesto (80 pts) - Serie Mundial 10-11: 2º puesto (140 pts) - Serie Mundial 11-12: 5º puesto (125 pt) - Serie Mundial 12-13: 2º puesto (132 pts) - Serie Mundial 13-14: 2º puesto (152 pts) - Serie Mundial 14-15: 2º puesto (154 pts) - Serie Mundial 15-16: 2º puesto (171 pts) - Serie Mundial 16-17: 1º puesto (192 pts) - Serie Mundial 17-18: 1º puesto (182 pts) - Serie Mundial 18-19: 4º puesto (148 pts) - Serie Mundial 19-20: 2º puesto (104 pts) - Serie Mundial 20-21: 1º puesto (40 pts) - Serie Mundial 21-22: 2º puesto (124 pts) - Serie Mundial 22-23: 7º puesto (120 pts) - SVNS 23-24: 6º puesto - SVNS 24-25: Campeón |